# Josep Talleda Andreu
Josep Talleda Andreu (San Hilario Sacalm, 18 de junio de 1941 - Tarrasa, 2 de noviembre de 2012), conocido como Espereu-me (en español, Esperadme) fue un asesino en serie y agresor sexual de niños español. Fue condenado dos veces a una pena de cárcel por asesinato y se le atribuyen dos muertes más que no han podido ser confirmadas. En 2012, enfermo, fue trasladado del Centro Penitenciario de Can Brians, donde cumplía condena, a un centro hospitalario penitenciario de Tarrasa, donde falleció a los 71 años.

## Hechos criminales

### Asesinato de Montserrat Ávila
En los noventa fue condenado a veinte años de cárcel por matar a Montse Ávila, una niña de 14 años, la noche del 11 de julio de 1987 en San Hilari Sacalm. Atraída por sus regalos, Montse era una habitual del taller de Talleda, quien abusaba sexualmente de ella y años antes de su hermana mayor. El cuerpo sin vida de la pequeña se había localizado en el arcén de una carretera cerca del pueblo, con claros signos de violencia. En 2001, Talleda salió en libertad.

### Asesinato de Vjolka Papa
El 20 de abril de 2003 se encontró el cuerpo sin vida de Vjolka Papa “Ana”, una prostituta albanesa de 22 años en el río Güell a su paso por Gerona. El cuerpo estaba metido dentro de una bolsa y colocado en posición fetal. Poco antes, Talleda había denunciado en comisaría una agresión hacia su persona por parte de Rudolf, la pareja de Ana, con quien mantenía una relación. Sin embargo, las contradicciones y las heridas de arma blanca en su mano le convirtieron en un sospechoso de la muerte de la joven.
Los Mozos de Escuadra decidieron inspeccionar el piso de Talleda, donde encontraron numerosos restos de sangre de Vjolka Papa, así como cuerdas y bolsas de plástico idénticas a las que se habían encontrado con el cadáver. Se determinó que Talleda había matado a Papa el 1 de abril y que había ocultado el cuerpo en un congelador hasta el 19 de abril, cuando tiró el cadáver al río. Talleda fue condenado a una pena de 15 años de cárcel por asesinato.

## Sospechas de asesinato
Aunque sin condenar, a Talleda se le atribuyen dos asesinatos más. El primero, el de una mujer en San Hilario Sacalm, Francesca Boix, que desapareció sin dejar rastro en 1978. Las sospechas en este sentido las levantó la hermana de Montse Ávila, la niña asesinada, que recordaba que, de forma habitual, las dos hermanas acompañaban a Talleda al Pantano de Susqueda, donde les pedía que rezaran mientras depositaban unas flores. Por otro lado, en 2003, se identificó el cuerpo de María Teresa Rubio, encontrada sin vida en 2001 en Vilanova del Vallés, muy cerca del sitio en el que trabajaba Talleda. Rubio era la pareja del compañero de celda de Talleda, quien le había pedido que aprovechara sus permisos penitenciarios para acompañar con el coche a su mujer a hacer unos recados. Josep Talleda fue la última persona con quien María Teresa Rubio se vio en vida, antes de desaparecer el 11 de enero de 2001. No obstante, el caso había sido archivado por falta de cadáver.